# Beverly Washburn

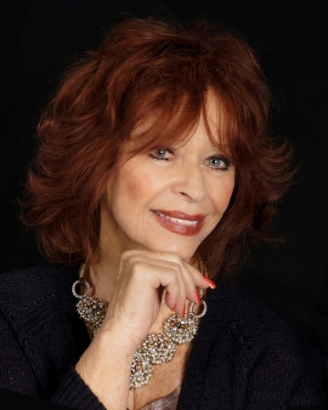
Beverly Washburn, vor 2015

Beverly Washburn (* 25. November 1943 in Los Angeles, Kalifornien) ist eine US-amerikanische Schauspielerin.

## Leben
Washburns erste Filmrolle war die der sechs Jahre alten Walda Kowalski in dem 1950 erschienenen Film The Killer That Stalked New York, der von einem Pockenausbruch in New York City handelt. Sie spielte dann in vielen Anthologieserien, die zu dieser Zeit im amerikanischen Fernsehen aufkamen, so etwa in Jane Wymans Fireside Theatre (1950–1955), The Ford Television Theatre (1952), Lux Video Theatre (1953, 1956), Schlitz Playhouse of Stars (1953, 1957), Four Star Playhouse (1954, 1956), H. J. Heinz Companys Studio 57 (1955–1956), Chevron Hall of Stars (1956), Abenteuer im wilden Westen (1956), The 20th Century-Fox Hour (1956–1957), General Electric Theater (1956, 1958), Shirley Temple’s Storybook (1958) und One Step Beyond (1959).
1951 spielte sie in dem Kinofilm Superman and the Mole-Men, der dann zu zwei halbstündigen Segmenten umgeschnitten wurde. Diese wurden die ersten beiden Folgen der Fernsehserie Adventures of Superman, mit George Reeves und Phyllis Coates. Ebenfalls 1951 erschien sie als ein durch Krieg verwaistes französisches Mädchen in Frank Capras Film Hochzeitsparade, mit Bing Crosby, Franchot Tone, Alexis Smith und Jane Wyman. Noch bevor Washburn 1952 einen Gastauftritt in Jack Bennys The Jack Benny Program hatte, war sie zusammen mit dem Komiker im Radio zu hören. Von 1954 bis 1956 trat sie in vier Folgen der NBC-Serie Ihr Star: Loretta Young auf. 1955 war sie als eine Tochter von Stephen Dunne und Barbara Billingsley in der fast vergessenen CBS-Sitcom Professional Father zu sehen. Auch Phyllis Coates spielte in dieser Serie, als die Krankenschwester Madge Allen. In dem 1957 veröffentlichten Walt-Disney-Film Sein Freund Jello verkörperte sie die Lisbeth Searcy.
1959 erschien die junge Washburn in Erwachsen müßte man sein, einer populären Sitcom, in welcher Billingsley die Mutter June Cleaver spielte. Weitere Film- und Fernsehproduktionen, in denen Washburn zu sehen war, sind Polizeibericht (1954), Fury (1956), The Millionaire (1956), der Film Der weiße Reiter (1956), The Law and Mr. Jones (1960) und Target: The Corruptors (1962). In der CBS-Westernserie Der Texaner hatte sie zwei Auftritte an der Seite von Rory Calhoun. Einmal als Henrietta Tovers in der Folge No Tears for the Dead (1958) und einmal als Greta Branden in der Folge Badman (1960). Eine weitere Westernserie in der sie auftrat ist die NBC-Serie Wagon Train. Hier spielte sie in der Pilotfolge The Willy Moran Story (1957), in der Folge The Tobias Jones Story (1958) und als Milly Sharp in der Folge The Cassie Vance Story (1963). Einer ihrer Co-Stars in The Tobias Jones Story ist der Komiker Lou Costello, der in dieser Folge seine erste dramatische Rolle spielte. 1961 porträtierte Washburn den Charakter Lolly Howard in der Folge Parasite Mansion von Boris Karloffs NBC-Serie Thriller. Von 1962 bis 1963 erschien sie als ältere Tochter Vickie Massey in 26 Folgen der Serie The New Loretta Young Show, in der Young eine verwitwete Mutter von sieben Kindern spielte, die ihren Lebensunterhalt als Autorin für ein Magazin in Connecticut verdient. Ebenfalls spielte Washburn in den Warner Bros. ABC-Detektivserien Hawaiian Eye (1963) und 77 Sunset Strip (1964). Weitere Auftritte hatte sie in je zwei Folgen von Mr. Novak (1964–1965) und Gidget (1965–1966) sowie in je einer Folge von Arrest and Trial (1963) und The Patty Duke Show (1965). 1967 spielte sie in der Folge Wie schnell die Zeit vergeht der NBC-Science-Fiction-Serie Raumschiff Enterprise die Lieutenant Arlene Galway.
In den 1970er-Jahren erschien sie von 1973 bis 1977 in drei Folgen von Quinn Martins Kriminalserie Die Straßen von San Francisco mit Karl Malden und Michael Douglas: Barbaras Baby (1973), Briefe aus dem Grab (1975) und als Michelle Rhodes in Die Anwältin (1977). Es folgten nur noch wenige Film- und Fernsehauftritte, wie der in der 1984 erschienenen Folge Auferstehung von den Toten der CBS-Serie Agentin mit Herz. 2009 spielte sie die Wilma in dem Videofilm Demon Haunt. 2015 verkörperte sie die Reyna Belasco Rosenthal in R. Christian Andersons When the World Came to San Francisco.
Washburn ist eine Tante der Schauspielerin Darlene Tompkins, die nur drei Jahre jünger ist. Ihr Bruder, George Washburn, der 1991 an einem Herzinfarkt starb, war Schauspieler, Stuntman und Rennfahrer. Sie war mit Michael Radell verheiratet.

## Filmografie

### Filme
- 1950: The Killer That Stalked New York
- 1951: Superman and the Mole-Men
- 1951: Hochzeitsparade (Here Comes the Groom)
- 1952: Die größte Schau der Welt (The Greatest Show on Earth)
- 1952: Aaron Slick from Punkin Crick
- 1952: Hans Christian Andersen und die Tänzerin (Hans Christian Andersen)
- 1953: Mein großer Freund Shane (Shane)
- 1953: Der Gehetzte (The Juggler)
- 1954: Alarm (Fernsehfilm)
- 1955: Atomic Energy as a Force for Good (Kurzfilm)
- 1956: Der weiße Reiter (The Lone Ranger)
- 1957: The Return of Phileas Fogg (Kurzfilm)
- 1957: Sein Freund Jello (Old Yeller)
- 1957: Summer Love
- 1964: Calhoun: County Agent (Fernsehfilm)
- 1967: Spider Baby (Spider Baby or, The Maddest Story Ever Told)
- 1969: Pit Stop
- 1973: When the Line Goes Through
- 1994: Children of the Dark – Kinder der Dunkelheit (Children of the Dark, Fernsehfilm)
- 2007: Hard Four
- 2009: Demon Haunt
- 2011: A Slow Night in Vegas (Kurzfilm)
- 2015: Paranormal Extremes: Text Messages from the Dead
- 2015: When the World Came to San Francisco

### Fernsehserien
- 1950–1955: Fireside Theatre (4 Folgen)
- 1952: The Ford Television Theatre (eine Folge)
- 1952: The Jack Benny Program (eine Folge)
- 1953: The Red Skelton Show (eine Folge)
- 1953: Omnibus (eine Folge)
- 1953, 1956: Lux Video Theatre (2 Folgen)
- 1953, 1957: Schlitz Playhouse of Stars (2 Folgen)
- 1954: Polizeibericht (Dragnet, eine Folge)
- 1954: Cavalcade of America (eine Folge)
- 1954: Meet Mr. McNutley (eine Folge)
- 1954, 1956: Four Star Playhouse (2 Folgen)
- 1954–1956: Ihr Star: Loretta Young (Letter to Loretta, 4 Folgen)
- 1955: Treasury Men in Action (eine Folge)
- 1955: Professional Father (6 Folgen)
- 1955: Science Fiction Theatre (eine Folge)
- 1955–1956: Studio 57 (3 Folgen)
- 1956: Chevron Hall of Stars (eine Folge)
- 1956: Abenteuer im wilden Westen (Zane Grey Theater, eine Folge)
- 1956: Fury (eine Folge)
- 1956: The Millionaire (eine Folge)
- 1956: Star Stage (eine Folge)
- 1956: Telephone Time (2 Folgen)
- 1956–1957: The 20th Century-Fox Hour (2 Folgen)
- 1956, 1958: General Electric Theater (2 Folgen)
- 1957: Jane Wyman Presents The Fireside Theatre (eine Folge)
- 1957: Vater ist der Beste (Father Knows Best, eine Folge)
- 1957: Code 3 (eine Folge)
- 1957–1963: Wagon Train (3 Folgen)
- 1958: Shirley Temple’s Storybook (eine Folge)
- 1958, 1960: Der Texaner (The Texan, 2 Folgen)
- 1959: One Step Beyond (eine Folge)
- 1959: Playhouse 90 (eine Folge)
- 1959: Erwachsen müßte man sein (Leave It to Beaver, eine Folge)
- 1960: The Law and Mr. Jones (eine Folge)
- 1961: The Best of the Post (eine Folge)
- 1961: Thriller (eine Folge)
- 1962: Target: The Corruptors (eine Folge)
- 1962–1963: The New Loretta Young Show (24 Folgen)
- 1963: Hawaiian Eye (eine Folge)
- 1963: Arrest and Trial (eine Folge)
- 1964: 77 Sunset Strip (eine Folge)
- 1964–1965: Mr. Novak (2 Folgen)
- 1965: The Patty Duke Show (eine Folge)
- 1965–1966: Gidget (2 Folgen)
- 1967: Raumschiff Enterprise (Star Trek, Folge Wie schnell die Zeit vergeht)
- 1971: Getting Together (eine Folge)
- 1972: McMillan & Wife (eine Folge)
- 1973–1977: Die Straßen von San Francisco (The Streets of San Francisco, 3 Folgen)
- 1974: The Manhunter (eine Folge)
- 1976: Most Wanted (eine Folge)
- 1984: Agentin mit Herz (Scarecrow and Mrs. King, Folge Auferstehung von den Toten)
- 1985: Hotel (eine Folge)
- 2003: Las Vegas (eine Folge)

## Buch
- Reel Tears: The Beverly Washburn Story, von Beverly Washburn mit Donald Vaughan. 2009, BearManor Media, Albany